# Енгалычев, Иван Сидорович

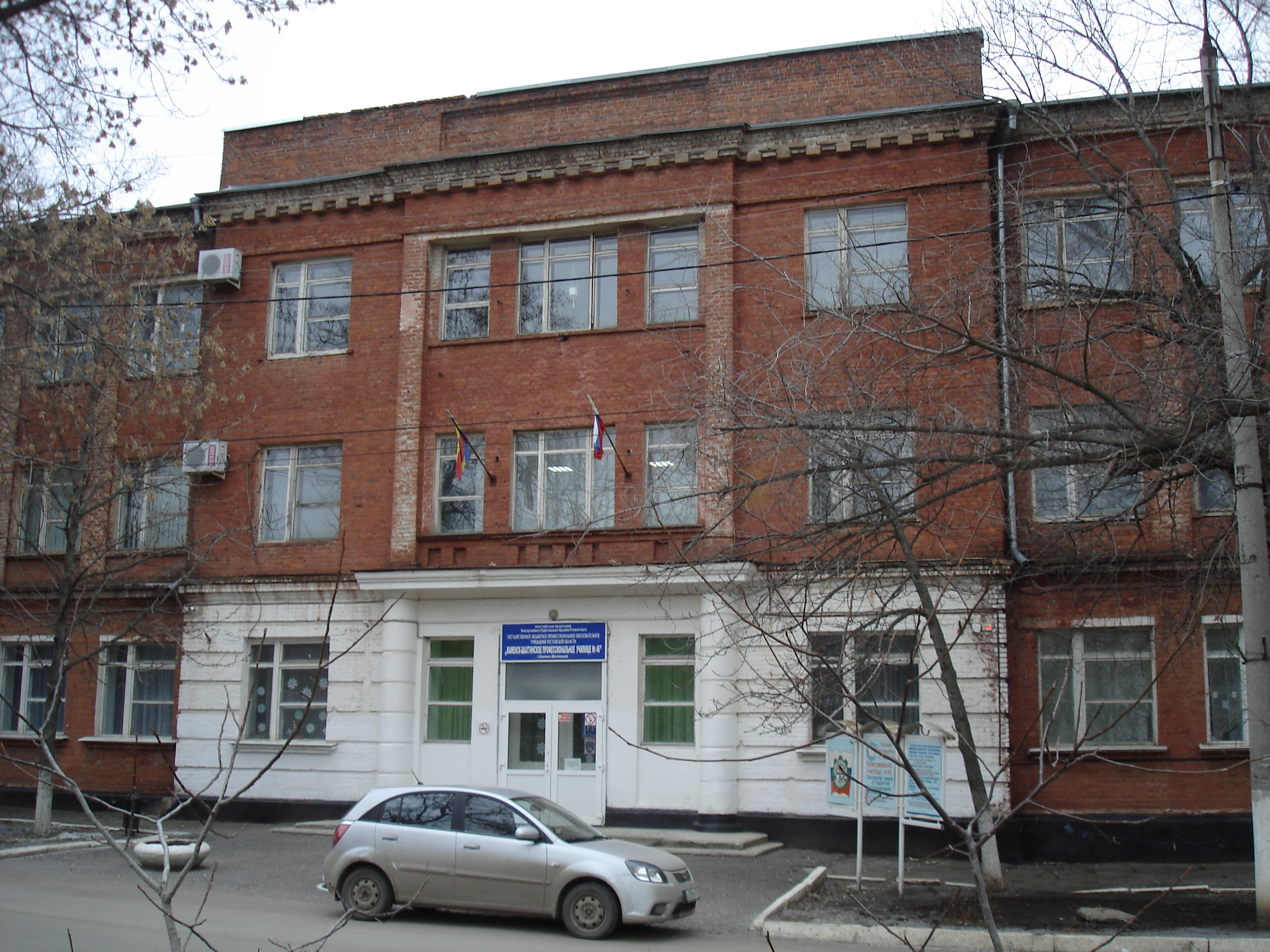
Профессиональное училище № 46

Иван Сидорович Енгалычев (род. 1931, Нижнемакеевский, Тарасовский район, Ростовская область, СССР) — советский работник химической промышленности, Герой Социалистического Труда.

## Биография
Родился 7 января 1931 года в хуторе Нижнемакеевский Ефремово-Степановского сельсовета Тарасовского района Северо-Кавказского края (ныне Тарасовского района Ростовской области) в крестьянкой семье.
Отец — Сидор Яковлевич, родился в 1898 году. Участник гражданской войны, красный партизан. Погиб в 1942 году под Полтавой. Мать — Анна Терентьевна (1901—1980), воспитала восьмерых детей (четыре сына и четыре дочери). Когда погиб отец, младшей дочери было 6 месяцев.
В 1948 году Иван поступил в Каменское ремесленное училище № 7 (впоследствии ПТУ-46, ныне Профессиональное училище № 46), по окончании которого 45 лет проработал старшим аппаратчиком на химкомбинате «Россия», г. Каменск-Шахтинский, Ростовская область.
На комбинат пришел в 1950 году. Профессию аппаратчика освоил быстро и уже в ноябре 1951 года был награждён знаком «Отличник социалистического соревнования Министерства сельскохозяйственного машиностроения».
В июне 1966 года был назначен мастером-технологом цеха лакового коллоксилина. Работу смены организовал по трудовому паспорту, что повысило коллективную ответственность за конечные результаты труда. Совместно с инженерами и техниками было осуществлено немало организационно-технических мероприятий по сокращению потерь рабочего времени и росту производительности труда. На участке был полностью ликвидирован ручной труд. Смене И. С. Енгалычева одной из первых на заводе было присвоено звание коллектива коммунистического труда.
В 1966 году за выдающиеся заслуги в выполнении семилетнего плана и создание новой техники мастеру смены Каменского химкомбината «Россия» Ивану Сидоровичу Енгалычеву было присвоено звание Героя Социалистического Труда с вручением ордена Ленина и золотой медали «Серп и Молот».
Депутат нескольких созывов городского совета народных депутатов.

## Память
В январе 2011 года И. С. Енгалычева поздравили с 80-летием.

## Награды
- Герой Социалистического Труда (1966).
- Орден Ленина.